# Här är ditt liv, Cory
Här är ditt liv, Cory (originaltitel: Boy Meets World) är en amerikansk sitcomserie om Cory Matthews liv. Han bor i en förort till Philadelphia och tittaren får följa Cory från ung pojke till gift man. Showen sändes i sju säsonger från 1993 till 2000 på ABC.

## Handling

### Första säsongen
Under första säsongen får man följa Cory och hans bästa vän Shawns liv. De är två genomsnittliga sjätteklassare som inte har något större intresse för skolan trots att deras lärare Mr. Feeny anstränger sig för att få dem intresserade. Denna säsong är främst inriktad på Corys relationer med de andra karaktärerna i showen. Han börjar förstå sina föräldrar på ett annat sätt och får mer respekt för vad de gör. Varken Cory eller Shawn är närmare vän med Topanga eftersom de tycker att hon är konstig och de brukar istället reta henne så fort de får chansen.

### Andra säsongen
I andra säsongen börjar allesammans high school, här träffar de Jonathan Turner för första gången. Vid första mötet misstar Cory honom för att vara den ökände Harley Kiner, vilket leder till en pinsam situation när Cory ska försöka imponera på honom. Killarna har mognat till sig och lämnat allt gammal groll bakom sig och är nu nära vän med även Topanga. Under andra säsongen lämnar Shawns mamma Verna honom och hans pappa Chet, vilket leder till att Chet bestämmer sig för att följa efter och be henne att komma tillbaka och Shawn får under tiden flytta in hos familjen Matthews. Dock märker de snart att det inte fungerar och därför erbjuder Mr. Turner att Shawn ska flytta in hos honom istället tills hans föräldrar kommer tillbaka.

### Tredje säsongen
Tredje säsongen börjar med att Cory kommit fram till att han är kär i Topanga och han vill bjuda ut henne men har inte riktigt mod till det. Till slut hjälper Shawn honom på traven, på ett mindre snällt sätt, men det leder till att Cory och Topanga blir tillsammans. Eric kämpar för att få upp sina betyg för att kunna gå på universitet men lyckas inte och bestämmer sig därför för att ta ett sabbatsår tills han vet vad han ska göra. Cory stöter på flera problem, bland annat hjärtesorg, men lyckas lösa de flesta situationerna på ett eller annat sätt. Eric bestämmer sig i slutet av säsongen att åka på roadtrip och drar med sig Cory.

### Fjärde säsongen
Fjärde säsongen inleds med att Cory och Eric kommer tillbaka från sin bilsemester. Eric konfronteras med livet efter gymnasiet och hur jobbigt det kan vara när alla ens vänner inte längre finns i stan och jobb är svårt att få. Cory får sitt hjärta krossat när han får höra att Topanga ska flytta från staden på grund av att hennes mamma fått jobb i Pittsburgh. De bestämmer sig för att ha ett långdistansförhållande men det tar hårt på dem båda, till slut rymmer Topanga hemifrån och kommer till Cory. Topanga får till slut flytta till Philadelphia och får då bo med sin faster.

### Femte säsongen
I femte säsongen går de sista året på High school. Corys och Topangas förhållande ställs inför hårda prövningar och Shawn hittar sin stora kärlek. Cory påverkas av alla stora förändringar och är nervös för att han och hans vänner inte ska hamna på samma universitet. Cory drabbas av panik när han får reda på att Topanga kommit in på Yale, men eftersom han vill vara en bra och förestående pojkvän låtsas han som att allt är bra och att han vill att hon ska gå där om hon vill. Säsongen slutar med att Topanga friar till Cory under skolavslutningen. Under säsongen letar Cory i panik efter ett nytt hem till sin bror eftersom han vill ha rummet för sig själv. Till slut hittar han en kille som han tycker är den perfekta rumskompisen för Eric. Killen visar sig snart vara Shawns halvbror Jack och till en början har Shawn en nästan hatisk inställning till sin bror.

## Karaktärer

### Huvudkaraktärer
Cory Matthews (Ben Savage)
Cory är seriens huvudkaraktär. Han är en genomsnäll, omtänksam och smått paranoid men även ofta naiv kille. Han är rädd för att göra andra upprörda och försöker undvika att göra andra arga. Han målas även upp som en ofarlig kille, vilket han inte gillar i alla lägen och flera gånger under serien så säger han att han är en "farlig kille" vilket de flesta bara skrattar åt. Cory har känt Topanga ända sedan de var små, men det är först i säsong 2 som han uttrycker sina känslor för henne. I avsnittet "It's a long walk to Pittsburgh" berättar han hur han alltid älskat henne även om han retade henne när han var yngre eftersom hans bror Eric hade sagt att det var löjligt att vara vän med en tjej.
Shawn Patrick Hunter (Rider Strong)
Shawn är Corys bästa vän. Shawn är mer av en bråkstake till skillnad från Cory och råkar ofta i trubbel som Cory sedan räddar honom ur från. I andra säsongen får man reda på att Shawn bor i en så kallad trailerpark tillsammans med sin mamma Verna och pappa Chet. Senare i säsongen så rymmer Verna iväg med hela deras hem och Chet följer efter. Shawn fick till en början bo tillsammans med familjen Matthews, men eftersom han inte trivdes med den stora förändringen så fick han snart flytta in till sin lärare Mr. Turner istället.
Topanga Lawrence-Matthews (Danielle Fishel)
Topanga är Corys flickvän och senare hans hustru. Liksom många andra karaktärer i showen hennes personlighet ändras när showen framskrider. I första säsongen framstår hon som en excentrisk hippe med intressen i det övernaturliga fenomen, hon förändras sedan till en mer lugnad och sansad tjej. Hon strävar jämt och ständigt efter att få toppbetyg och under ett avsnitt där hon tilldelas ett B jagar hon Mr Feeny och kräver att få A på sin uppgift.
Eric Randall Matthews (Will Friedle)
Eric är Corys storebror, i början av serien är Eric en riktig tjejtjusare som går ut med massor av tjejer. Han framstår även som en mycket populär kille, i kontrast till Cory som har svårt att finna sin nisch i skolan. Men längs seriens gång så förändras Erics personlighet drastiskt och han blir korkad som säger konstiga saker och beter sig allmänt märkligt. (Detta kan i alla fall delvis förklaras av problem i skådespelaren Will Friedles liv, som började drabbas av panik och epilepsiattacker.) När Shawns halvbror Jack dyker upp i säsong fem och letar efter en rumskompis så flyttar Eric in till honom. Trots att de är varandras totala motsatser så blir de till slut bästa vänner.
George Hamilton Feeny (William Daniels)
Mr. Feeny spelar Corys, Shawns och Topangas lärare genom hela serien. Han bor även granne med familjen Matthews och står oftast i sin trädgård och fixar med sina blommor samt ger råd till Eric och Cory.
Alan Matthews (William Russ) och Amy Matthews (Betsy Randle)
Alan och Amy är Corys, Erics och Morgans föräldrar.
Morgan Matthews (Lily Nicksay, säsong 1-2; Lindsay Ridgeway säsong 4-7)
Morgan är Corys och Erics lillasyster. Under säsong 3 syns Morgan inte till förrän sent i slutet av säsongen. Då säger Cory "Hey, Morgan det var längesen man såg dig" vilket Morgan svarar med "Ja det kändes som om jag var borta en evighet".
Jonathan Turner (Anthony Tyler Quinn)
Mr. Turner är en engelsklärare på John Adams High. Mr. Turner har en avslappnad inställning till undervisningen, vilket krockar med Mr. Feenys mer traditionella metod, vilket Feeny ofta ifrågasätter. De flesta tycker väldigt bra om Turner på grund av hans roliga undervisningsstil. I ett avsnitt hamnar Turner i en hemsk motorcykelolycka och är nära på att dö.
Jack Hunter (Matthew Lawrence)
Jack är Shawns äldre halvbror och dyker först upp i säsong fem. Jack är Chets son, men Jacks mamma lämnade Chet på grund av att han drack för mycket och tog Jack med sig när hon flyttade. Till en början har Shawn en dålig inställning till sin bror och har ingen lust att lära känna honom. Anledningen visar sig senare vara att Shawn tidigare skrivit brev till honom men aldrig fått svar, vilket han senare får reda på var på grund av att Jacks mamma undanhöll dom.
Jack till personligheten är en mycket seriös och ambitiös kille som även kan verka smått spänd ibland.
Angela Moore (Trina McGee)
Angela är Shawns första och enda stora kärlek. Hon syns för första gången i säsong fem när Shawn gör slut med henne på grund av sin tvåveckorsregel (en regel som går ut på att man endast dejta en tjej i två veckor). Efter ett litet tag så hittar Shawn en väska, baserat på innehållet inser han att väskans ägare är den perfekta tjejen för honom. Väskan visar sig snart tillhöra Angela och Shawns intresse blir allt starkare för henne och de blir till slut ett par.
Rachel Kimberly McGuire (Maitland Ward)
Rachel kommer in i sjätte säsongen när hon flyttar in till Eric och Jack efter ett bråk med sin dåvarande pojkvän. Både Eric och Jack fattar genast tycke för henne och båda två kämpar efter att få hennes uppmärksamhet.
Stuart Minkus (Lee Norris)
Stuart, även kallad Minkus, är endast med i första säsongen och sista avsnittet i femte säsongen. Minkus är den smartaste i klassen och kan allting. Minkus blev ofta hånade av Cory och Shawn eftersom de störde sig på att han var en sån besserwisser. I sista avsnittet av säsong ett så berättar Topanga att tankekraften är det starkaste som finns, och om man vill något tillräckligt mycket så inträffar det. Shawn och Cory lyckas då få Minkus att försvinna.
När Minkus dyker upp igen i säsong fem undrar de var han har hållit hus de senaste åren, Minkus berättar då att han har varit på "den andra sidan av skolan".

### Övriga återkommande karaktärer
- Chet Hunter (Blake Clark)
- Virna Hunter (Shareen Mitchell)
- Jedidiah “Jed” Lawrence (Peter Tork, Michael McKean, och Mark Harelik)
- Rhiannon Lawrence (Annette O'Toole och Marcia Cross)
- Frankie "The Enforcer" Stechino (Ethan Suplee)
- Joey "The Rat" Epstein (Blake Soper)
- Dean Lila Bolander-Feeny (Bonnie Bartlett)
- Jason Marsden
- Harvey "Harley" Keiner (Danny McNulty och Kenny Johnston)
- Griffin "Griff" Hawkins (Adam Scott)
- Lauren (Linda Cardellini)
- Leslie “Frankie” Stecchino (Vader)
- Vaktmästaren Bud (Bob Larkin)
- Loni (Jennifer Campbell)
- Tommy (J.B. Gaynor)